# Sainte-Honorine-des-Pertes

Sainte-Honorine-des-Pertes este o comună în departamentul Calvados, Franța. În 1 ianuarie 2018 avea o populație de 538 de locuitori.